# Plotyna

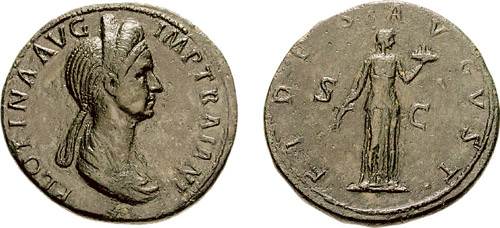
Wizerunek Plotyny na brązowym sestercjuszu z symbolicznym wyobrażeniem na rewersie uosobienia wierności (Fides)

Pompeja Plotyna, Pompeia Plotina (ur. przed 70, zm. 122/123) – cesarzowa rzymska i jedyna żona cesarza Trajana.
Urodziła się za panowania Nerona (54–68), najprawdopodobniej w galijskim Nemausus jako córka Lucjusza Pompejusza i Plotii. Małżonką Trajana została przed ogłoszeniem go cesarzem (w 98 n.e.). W roku 100 n.e. przyznano jej tytuł augusty, który jednak przyjęła dopiero w 105 n.e.. Mimo to już wcześniej emitowano monety z jej wizerunkiem i inskrypcją PLOTINA AVG(usta) IMP(eratori) TRAIANI (uchodzące za niezwykle rzadkie), a także prowincjonalne brązy rozmienne z inskrypcją ΠΛΩTEINA CEBACTH.
Ze względu na zachowywaną obyczajność, przystępny sposób bycia i naturalną życzliwość, a także okoliczność, że nie stała się nigdy przedmiotem plotek bądź pomówień o niemoralne zachowanie, wśród Rzymian cieszyła się wielkim szacunkiem i sympatią. W mowie pochwalnej na cześć Trajana Pliniusz Młodszy mówił o niej: 

Żona jest twą ozdobą i chwałą. Cóż od niej bardziej czystego, cóż starożytniejszego rodem i obyczajem? Gdyby kapłan najwyższy miał wybierać sobie żonę, wybrałby albo tę, albo jej podobną – lecz gdzież znalazłby podobną?

Interesowała się filozofią, co nieczęste było u kobiety o jej statusie w tamtych czasach. Szczególnie sympatyzowała z epikureizmem, nurtem dość niepopularnym i odbieranym przez Rzymian raczej negatywnie, wspierając przy tym szkołę epikurejską w Atenach. Przypisywany jest jej pewien wpływ na politykę Trajana, głównie w aspekcie społecznym – złagodzenia ucisku fiskalnego, rozwoju szkolnictwa i upowszechniania tolerancji (m.in. wobec Żydów).   
Za jego panowanie w egipskiej Denderze została jej wzniesiona świąrynia jako Nowej Afrodycie (Nea Afrodite).   
Jej małżeństwo z Trajanem uchodziło za wzorcowe. Pozostało jednak bezpotomne, być może ze względu na skłonności homoseksualne cesarza. W przyjaznych stosunkach pozostawała ze szwagierką Marcjaną. Prawdopodobnie w 117 n.e. spowodowała, iż z jej inspiracji Trajan przed śmiercią oficjalnie adoptował i wskazał na swego następcę Hadriana.
Plotyna zmarła w Rzymie w 122 (lub w 123) roku. Hadrian jako następca pozostał z wdzięcznością i uznaniem wobec cesarzowej-wdowy, a zarazem swej matki adopcyjnej. Wiadomo, że przez 9 dni po jej śmierci przestrzegał ścisłej żałoby, a na jej cześć skomponował hymny, zlecając także w Rzymie budowę świątyni oraz noszącej jej imię bazyliki z białego marmuru w Nemausus (stąd przypuszczenie, iż było ono jej miastem rodzinnym). 
Prochy Plotyny zostały najprawdopodobniej pochowane obok szczątków jej małżonka, pod Kolumną Trajana. 